# Minkotmbem
Minkotmbem ou Minkot Mbem est un village de la région du Centre du Cameroun, situé dans la commune de Makak. 

## Population et développement
En 1962, la population de Minkotmbem était de 177 habitants. La population de Minkotmbem était de 224 habitants dont 121 hommes et 103 femmes, lors du recensement de 2005.     